# Pristimantis stictoboubonus
Pristimantis stictoboubonus är en groddjursart som först beskrevs av Duellman, Lehr och Pablo J. Venegas 2006.  Pristimantis stictoboubonus ingår i släktet Pristimantis och familjen Strabomantidae. IUCN kategoriserar arten globalt som otillräckligt studerad. Inga underarter finns listade i Catalogue of Life.